# Mezmerize
Mezmerize es el cuarto álbum de estudio de la banda System of a Down, y la primera parte del disco doble Mezmerize/Hypnotize. Fue lanzado el 17 de mayo del 2005, seis meses antes que Hypnotize. Fue lanzado al mercado por American Recordings y Columbia Records en los Estados Unidos, en Europa por Columbia Records y en el Japón por Sony Music Entertainment Japan.
Tras su lanzamiento, el álbum recibió elogios de la crítica. El álbum vendió más de 450.000 copias en su primera semana (200.000 más que Toxicity) e inmediatamente encabezó el Billboard 200.

## Antecedentes
Daron Malakian, el cantante Serj Tankian, el bajista Shavo Odadjian y el batería John Dolmayan grabaron más de treinta canciones para Mezmerize/Hypnotize entre mayo y diciembre del 2004, en el estudio-mansión que el productor Rick Rubin tiene en Lauren Canyon, California. El título del álbum está basado en las letras de la canción Hypnotize, del disco homónimo que saldría seis meses después. 
El álbum debutó como número uno en los Estados Unidos, el Canadá y otros diez países. Recibió un disco de platino por parte de RIAA. 
El álbum incluye los sencillos B.Y.O.B., Cigaro, Question!, Violent Pornography y Radio/Video. Fue número uno del Billboard en el 2005.
A pesar de la diferencia de tiempo entre lanzamientos, Mezmerize e Hypnotize se registraron dentro del mismo marco de tiempo. El álbum cuenta con el guitarrista Daron Malakian compartiendo la mayor parte del trabajo vocal con el vocalista Serj Tankian, dividiendo las voces al menos a la mitad en muchas de las pistas.
Malakian escribió Old School Hollywood después de jugar un partido de béisbol de celebridades para caridad. La canción menciona a Tony Danza y a Frankie Avalon, quienes también jugaron.
La carátula del álbum está hecha por el padre del guitarrista Daron Malakian, Vartan Malakian.

## Lista de canciones
| N.º | Título                                             | Letras            | Música   | Duración |  |
| 1.  | «Soldier Side - Intro»                             | Malakian          | Malakian | 1:07     |  |
| 2.  | «B.Y.O.B.»                                         | Malakian, Tankian | Malakian | 4:17     |  |
| 3.  | «Revenga»                                          | Malakian, Tankian | Malakian | 3:53     |  |
| 4.  | «Cigaro»                                           | Malakian, Tankian | Malakian | 2:15     |  |
| 5.  | «Radio/Video»                                      | Malakian          | Malakian | 4:13     |  |
| 6.  | «This Cocaine Makes Me Feel Like I'm On This Song» | Malakian, Tankian | Malakian | 2:08     |  |
| 7.  | «Violent Pornography»                              | Malakian          | Malakian | 3:35     |  |
| 8.  | «Question!»                                        | Tankian, Malakian | Tankian  | 3:22     |  |
| 9.  | «Sad Statue»                                       | Malakian, Tankian | Malakian | 3:30     |  |
| 10. | «Old School Hollywood»                             | Malakian          | Malakian | 2:59     |  |
| 11. | «Lost In Hollywood»                                | Malakian          | Malakian | 5:22     |  |

## Créditos
- Serj Tankian: composición, voz, coros, teclados y guitarra acústica en «Question!»
- Daron Malakian: composición, guitarra eléctrica, voz y coros.
- Shavo Odadjian: bajo.
- John Dolmayan: batería.
- Vartan Malakian: diseño artístico.
- Rick Rubin y Daron Malakian: productores.
- Andy Wallace: mezclas.
- Grabado en The Mansion, Laurel Canyon, Los Ángeles, California y en Akademie Mathematique of Philisophical Sound Research, Los Ángeles, California.
- Mezclado en Enterprise Studios Burbank, California y en los Soundtrack Studios, Nueva York, Nueva York.

## Vídeos
1. B.Y.O.B.
2. Question!

## Posicionamiento en lista

### Semanal
| Gráfica(2005–2006)                  | Pico de posición |
| ----------------------------------- | ---------------- |
| Australia (ARIA)                    | 1                |
| Austria (Ö3 Austria)                | 1                |
| Bélgica (Ultratop Flandes)          | 6                |
| Bélgica (Ultratop Valonia)          | 4                |
| Canadá (Billboard Canadian Albums)  | 1                |
| Dinamarca (Hitlisten)               | 3                |
| Países Bajos (Album Top 100)        | 5                |
| European Albums (Billboard)         | 1                |
| Finlandia (Suomen virallinen lista) | 2                |
| Francia (SNEP)                      | 1                |
| Alemania (Offizielle Top 100)       | 1                |
| Greek Albums (IFPI)                 | 1                |
| Hungría (MAHASZ)                    | 12               |
| Irlanda (IRMA)                      | 2                |
| Italia (FIMI)                       | 4                |
| Italia Album(Musica e Dischi)       | 2                |
| Mexican Albums (Top 100 Mexico)     | 5                |
| Nueva Zelanda (RMNZ)                | 1                |
| Noruega (VG‑lista)                  | 2                |
| Polonia (ZPAV)                      | 5                |
| Portugal (AFP)                      | 9                |
| Escocia (Scottish Albums Chart)     | 2                |
| España (Promusicae)                 | 12               |
| Suecia (Sverigetopplistan)          | 1                |
| Suiza (Schweizer Hitparade)         | 1                |
| Reino Unido (UK Albums Chart)       | 2                |
| Estados Unidos (Billboard 200)      | 1                |
| Estados Unidos (Top Rock Albums)    | 24               |